# NHS Counter Fraud Authority
La NHS Counter Fraud Authority (littéralement en français : Autorité de lutte contre la fraude du NHS) est une Special health authority (en) chargée d'identifier, d'enquêter et de prévenir la fraude et d'autres délits économiques au sein du NHS et du groupe de santé au sens large. 
Elle a été créée le 1er novembre 2017 en vertu de l'article 28 de la loi de 2006 sur le service national de santé (National Health Service Act 2006 (en)). Elle remplace le NHS Protect (en), qui faisait partie de la NHS Business Services Authority (en).
Le siège de l'organisation se trouve au 10 South Colonnade à Canary Wharf à Londres, avec des bureaux supplémentaires à Citygate à Newcastle upon Tyne et à Earlsden Park à Coventry. 

## Description
En tant qu'autorité sanitaire spéciale entièrement axée sur la lutte contre la fraude, la Counter Fraud Authority est indépendante des autres organismes du NHS et, en tant qu'organisme indépendant, est directement responsable devant le ministère de la Santé et des Affaires sociales.
Le sponsor départemental est l'unité antifraude du ministère de la Santé et des Affaires sociales, qui tient le conseil d'administration responsable de la mise en œuvre de sa stratégie. 
La mission de l'organisation est de mener la lutte contre la fraude affectant le NHS et les services de santé au sens large, et de protéger les ressources vitales destinées aux soins des patients. Il s'agit d'une organisation unique, experte et axée sur le renseignement, fournissant une capacité centralisée de renseignement, d'enquête et de solutions pour lutter contre la fraude au sein du NHS en Angleterre. Elle fait office de référentiel pour toutes les informations liées à la fraude au sein du NHS et du groupe de santé au sens large, et supervise et surveille le travail de lutte contre la fraude dans l'ensemble du NHS. 
Elle a calculé que 216 millions de livres sterling de fraude sont « presque certains » et que 135 millions de livres sterling supplémentaires sont « hautement probables », avec environ 560 millions de livres sterling considérés comme probables. Cela comprend 100 millions de livres sterling de fraude aux contrats pharmaceutiques, 90,6 millions de livres sterling de fraude à la paie et à l'identité et 165 millions de livres sterling liés à l'approvisionnement et à la mise en service.